# Il castello (film 2011)
Il castello è un film documentario del 2011 diretto da Massimo D'Anolfi e Martina Parenti.
La pellicola descrive lo stato di allerta costante e la vita all'interno dell'aeroporto di Malpensa in un mondo post-11 settembre. Prodotto da Montmorency Film in collaborazione con Rai Cinema, è stato presentato alla 29ª edizione del Torino Film Festival nella categoria Italiana.doc.

## Trama
Il micro-mondo dell'aeroporto di Malpensa suddivide l'opera cinematografica in quattro parti seguendo le stagioni: arrivi, sicurezza, attesa e partenze.
Dall'arrivo dei passeggeri si passa a quelle di monitoraggio degli stessi: forze di polizia ed interpreti conducono gli interrogatori su possibili persone collegate ad atti criminali. Si passa dalla ricerca di informazioni nei dispositivi elettronici dei passeggeri, alla visione dei bagagli e agli interrogatori. Tra di essi viene ripreso quello relativo ad un ragazzo paraguaiano, il quale dopo avere subito una radiografia, viene accusato di trasporto di sostanze stupefacenti e forzato ad ammettere le sue responsabilità. Associate alla parte di sicurezza vi è l'addestramento dei militari di stanza all'aeroporto e l'instaurazione del concetto che il comportamento nelle normali situazioni è più importante di quelle in stato d'allarme, in quanto l'obbiettivo è prevenire atti ad offendere.
Nella parte di attesa si trovano le attività di monitoraggio merci, in cui in laboratorio si aprono e si esaminano minuziosamente il contenuto di casse e gabbie contenenti animali vivi e morti per rilevare eventuali irregolarità. All'interno dell'aeroporto viene documentato il paziente lavaggio dei panni e capelli di una anziana signora, la quale agisce come se si fosse appropriata di uno spazio dell'aeroporto; all'esterno, gli addetti al controllo dei volatili fanno un incessante lavoro di allontanamento, utilizzando colpi di pistola e riproducendo versi di predatori tramite altoparlanti.
Alla partenza viene ripresa la storia di un immigrato nigeriano al quale è scaduto il permesso di soggiorno; il suo interlocutorie, dopo una prima serie incalzante di domande gli spiega che ha violato la legge europea e non può più restare nei paesi appartenenti all'Unione. Mentre viene data una panoramica della sala di controllo, in cui viene gestito il traffico aereo, l'immigrato nigeriano viene accompagnato verso un punto d'imbarco e subito dopo un aereo prende il volo. Il documentario si chiude con le riprese dell'aereo, che dopo il decollo, diventa sempre più piccolo fino a scomparire nel cielo.

## Produzione
Il documentario è stato realizzato attraverso un anno di riprese all'aeroporto di Malpensa e permette la riflessione sugli aspetti legati alla sicurezza: dal monitoraggio continuo dei passeggeri, all'importanza della presenza di forze di polizia addestrate, alle questioni giuridiche sui diritti violati delle persone. A questo viene contrapposto la giornata senza tempo di una signora e alla paziente operazione di allontanamento uccelli e controllo delle merci in transito.
Le sezioni sicurezza e attesa evidenziano infatti gli aspetti frenetici a quelli monotoni; arrivi e partenza sottolineano invece come i passeggeri attraversino un luogo non luogo, in cui l'aeroporto è solo un punto di passaggio.
Il film è stato realizzato in due versioni: lunga da 88 minuti o corta da 53 minuti.